# Llei de Memòria Democràtica d'Espanya
La Llei de Memòria Democràtica d'Espanya, oficialment Llei 20/2022, de 19 de octubre, de Memòria Democràtica, és una normativa espanyola que té com a objectiu principal la recuperació, salvaguarda i difusió de la memòria democràtica. Aquesta llei reconeix com a víctimes aquelles persones que durant la Guerra Civil espanyola i la Dictadura posterior van patir persecució o violència per raons polítiques, ideològiques o de creença religiosa.
Una de les principals novetats de la Llei de Memòria Democràtica respecte a la Llei de Memòria Històrica, la qual va derogar amb la seva entrada en vigor, va ser que es passava a contemplar un règim sancionador en el qual es va dissenyar un catàleg d’infraccions amb multes proporcionals a la seva gravetat.
Com a resultat, s'han centrat esforços en buscar a les persones que continuen desaparegudes des de la Guerra Civil i la dictadura de Francisco Franco, per a això es van determinar actuacions que responguessin a protocols científics i també es va crear un banc nacional d’ADN.
La majoria de comunitats autònomes a Espanya han desenvolupat les seves pròpies lleis de memòria democràtica, excepte Castella-La Manxa, Galícia, Madrid i Múrcia. Diverses comunitats havien desenvolupat les seves normatives amb anterioritat a l'estatal, com fou el cas d'Andalusia (2017), Astúries (2019), Illes Balears (2016), Canàries (2018), Cantàbria (2021), Catalunya (2007), Extremadura (2018), La Rioja (2022), Navarra (2013) i País Basc.

## Les lleis de Memòria Democràtica als Països Catalans
Les lleis vigents a Catalunya el 2024 eren la Llei 13/2007, de 31 d'octubre, del Memorial Democràtic, i la Llei 10/2009, de 30 de juny, sobre la localització i identificació de les persones desaparegudes durant la Guerra Civil i la dictadura franquista (coneguda com a Llei de Fosses). A més, el 2020 es va aprovar la Llei 11/2020 de reparació jurídica de les víctimes del franquisme.
A les Illes Balears, la Llei 10/2021, de 9 de març, de memòria i reconeixement democràtics de les Illes Balears, busca dignificar i reconèixer les víctimes de la Guerra Civil i la dictadura. Més anteriors són la coneguda com a Llei de Fosses de 2016 i la Llei de Memòria Democràtica de 2018, Llei 2/2018, de 13 d'abril, sobre el reconeixement i la difusió de la història de la Guerra Civil i el franquisme a les illes.
Al País Valencià la Llei de Memòria Democràtica Valenciana, Llei 14/2017, de 10 de novembre, de memòria democràtica i per la convivència de la Comunitat Valenciana, promovia la recuperació de la memòria històrica i la reparació de les víctimes. Va ser vigent fins a la seva derogació l'11 de juliol de 2024 amb la Llei de «concòrdia» del PP i Vox aprovada a les Corts Valencianes (Llei 5/2024, de 26 de juliol). Aquesta nova normativa va buscar reconèixer «totes les víctimes de violència política des de 1931». L'aprovació va generar oposició del PSPV i Compromís, que van manifestar-se amb cartells i llibres de memòria democràtica, i van anunciar que recorrerien la llei davant instàncies estatals superiors i internacionals. El president de la Generalitat, Carlos Mazón, va defensar que aquesta llei «inclou víctimes com Miguel Ángel Blanco, cosa que la Llei de Memòria Democràtica no feia».

## Derogacions autonòmiques de la Llei
Cinc comunitats autònomes governades pel Partit Popular (PP), amb el suport de Vox en algunes, després de les eleccions municipals i autonòmiques espanyoles del 28 de maig de 2023, havien iniciat els tràmits per derogar la Llei de Memòria Democràtica a nivell regional el novembre de 2023, un any després de la seva entrada en vigor. Aragó, Cantàbria, País Valencià, Extremadura i Castella i Lleó estaven en procés de substituir aquesta llei amb altres normatives que «promoguin la reconciliació i evitin la divisió històrica». El Senat, controlat pel PP, va rebutjat una moció del PSOE que pretenia frenar aquestes derogacions.
El PP, en coalició amb Vox en diverses comunitats, argumenta que «la Llei de Memòria Democràtica és partidista i busca imposar una visió única de la història». A Castella i Lleó es va proposar una Llei de Concòrdia, i al País Valencià també es va anunciar la seva derogació «per garantir la llibertat de memòria». Extremadura i Aragó preveien completar els seus tràmits a principis de 2024. El PSOE, per la seva banda, insisteix en la necessitat de mantenir els principis de veritat, justícia i reparació establerts per la llei estatal.
Aragó, de fet, va esdevenir la primera comunitat autònoma en fer efectiva la derogació el 15 de febrer de 2024. El govern espanyol va anunciar que recorreria davant del Tribunal Constitucional aquesta derogació i qualsevol que es tramités posteriorment.